# (31912) Lukasgrafner
2000 GM54 (asteroide 31912) é um asteroide da cintura principal. Possui uma excentricidade de 0.17049190 e uma inclinação de 2.69951º.
Este asteroide foi descoberto no dia 5 de abril de 2000 por LINEAR em Socorro.